# 钉钉
钉钉（英語：DingTalk）是中国阿里巴巴集团推出的企业版即时通讯应用软件，提供多种语言、支持多种操作系统。用户使用钉钉大部分功能都不会被收取费用；其在苹果公司应用商店App Store中被标记为4岁以上下载使用。

## 历史
2014年5月，钉钉在阿里巴巴内部立项。初始团队为陈航和另外六位阿里巴巴员工，在马云的旧宅杭州湖畔花园进行开发。
12月1日，钉钉推出0.1.0 beta版，同月中旬推出1.0.0版更新。
2015年5月26日，阿里巴巴集团正式发布钉钉2.0版，通过钉钉整合邮件、办公自动化和共享存储。
2016年9月19日，阿里巴巴集团正式发布钉钉3.0版。据钉钉创始人陈航称，此时钉钉企业组织数达240万，覆盖城市112个，并且有超过20万的企业客户。2016年，钉钉协助公安部打拐办打造了一款手机移动儿童失踪信息紧急发布平台——钉钉团圆系统，通过互联网+的模式实现群防群治、全民反拐目的，失踪儿童找回率高达96.6%，总计超有超过5.3亿人参与到团圆打拐行动中。
2017年11月，钉钉发布硬件设备，宣布用户能使用指纹解锁或面部识别。
2016年12月31日，钉钉已有超过300万家企业组织使用。
2017年11月19日，钉钉在深圳召开秋季战略发布会，宣布升级到“软硬结合”的4.0时代，推出钉钉智能前台M2、钉钉智能通讯中心C1、钉钉智能投屏FOCUS系统智能办公硬件，为企业提供软件硬件一体的智能化移动办公解决方案。
2018年，钉钉用户数量达到1亿。
同年1月15日，钉钉在马来西亚推出英文版；尽管之前，钉钉已经能从印度或美国市场下载，但马来西亚是钉钉在中国境外的第一个市场。
2018年3月31日，钉钉企业组织数超过700万家。
2019年8月27日，钉钉CEO陈航宣布，钉钉个人用户已超2亿，企业组织数超1000万。
2024年3月，钉钉会议开始支持未下载钉钉且已安装微信的用户加入会议。

### 2019冠状病毒病疫情
2020年2月5日，钉钉首次超过微信，成為苹果App Store免費排行榜第一的应用。2月25日，阿里巴巴通过在线直播发布钉钉5.0版本。
3月13日，针对疫情，联合国教科文组织发布了一份名为《远距离学习的解决办法（Distance Learning Solutions）》的文件，推荐了一系列教育应用和平台。钉钉与Skype、Zoom等其他应用被收录在“支持即时视频的工作平台”一类中。

## 钉钉智能硬件
钉钉智能亦有一些和軟件互補配合的办公硬件，包括指纹考勤、网络、会议、门禁、打印等功能，之後亦引申不同辦公環境解決方案，並得到一些大型公司採用。

## 安全
钉钉获得了SOC 2 Type 1、ISO27001、ISO27018以及中華人民共和國公安部信息系统三级等级保护认证在内的数据安全认证。这标志着钉钉对于用户隐私数据的保护，在中國国内和国际範圍内都达到了較高的水平。其中普华永道出具的SOC 2 Type 1服务审计报告中，钉钉通过了安全性、保密性和隐私性三项原则的审计，属中国首家同時通過該3項審計的通訊軟體，而全世界僅有不超过五種軟體通過了這三项原则的审计。

## 争议
2018年，在一篇对于钉钉的报道中，路透社称“随着钉钉的发展，许多中国职员开始在网上吐槽对这项服务的不满，称其没有人性、破坏了信任。”在这篇报道中，路透社称它对使用钉钉的30名员工进行了一项非正式调查，其中约有一半人对该应用感觉负面。
2020年2月，有传言说钉钉的在线课堂直播时，老师可以打开学生的摄像头，在学生不知情时进行查看。对此，钉钉在2月7日发布了辟谣消息，并在2月10日报警。